# Colin Curran
Colin John Curran (Newcastle, 1947. augusztus 21. –) ausztrál válogatott labdarúgó. 

## Pályafutása

### A válogatottban
1970 és 1979 között 34 alkalommal szerepelt az ausztrál válogatottban és 1 gólt szerzett. Részt vett az 1974-es világbajnokságon. Az NDK elleni csoportmérkőzésen öngólt szerzett. Ez volt az ausztrál válogatott történetének legelső világbajnoki mérkőzése.

## Külső hivatkozások
- Colin Curran – a FIFA adatbázisában
- Colin Curran adatlapja a National-Football-Teams.com oldalon (angolul)

- Colin Curran (angol nyelven). FootballDatabase.eu